# Ovide Yencesse

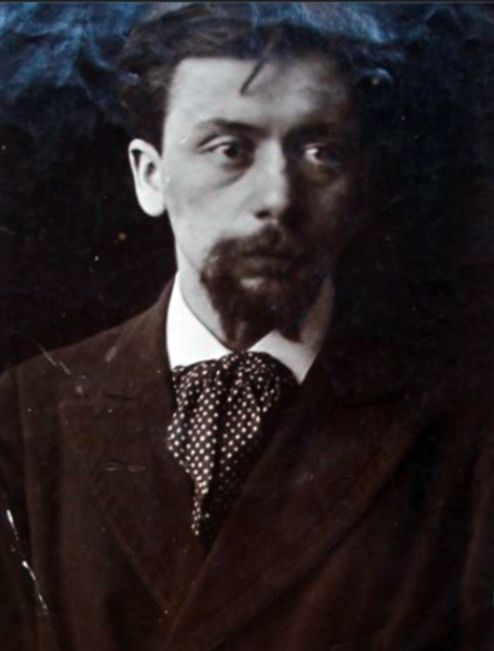
Ovide Yencesse (um 1910)

Ovide Yencesse (* 3. Februar 1869 in Dijon; † 18. Februar 1947 ebenda) war ein französischer Graveur, Medailleur und Bildhauer. Er war Direktor der École nationale supérieure d'art de Dijon von 1919 bis 1934.

## Biographie
Marie Eustache Ovide Yencesse war der jüngste Sohn des Metzgers Ovide Pierre Orcus Yencesse (1815–1879) aus Dijon und sollte eigentlich Priester werden. Da ihm das Seminar von Plombières-lès-Dijon nur wenig zusagte, setzte er nach dem Tod des Vaters 1879 die Ausbildung beim Abt Viennot in der Pfarrgemeinde Braux fort, der sein künstlerisches Talent erkannte und ihn parallel die Kunstschule in Dijon zur Goldschmiedelehre bei Louis Gerriet besuchen ließ. Ovide entdeckte seine Leidenschaft für die Bildhauerei, nicht zuletzt durch den Kommilitonen Henri Bouchard, und verliebte sich in die Malerin Marie Chapuis, die er am 31. August 1896 heiratete (sie bekamen vier Kinder: Geneviève, Hubert (später Bildhauer), Jacques und Pierre). Ovides Vorliebe galt vor allem religiösen Skulpturen und Medaillen (u. a. Gedenkplaketten zur Erstkommunion). Ab 1891 zog er nach Paris, um seine Ausbildung bei G.-J. Thomas, F. Levillain, und dem Medailleur Hubert Ponscarme fortzuführen, auf dessen Rat er sich auf die Schaffung von Medaillen spezialisierte. Im Wettbewerb um den Prix de Rome scheiterte er jedoch sowohl 1893 als auch 1896.
Hingegen wurde sein Talent von dem Kritiker Roger Marx als beeindruckend impressionistisch und seelenvoll gelobt und mit Gemälden von Eugène Carrière verglichen, weshalb er den Spitznamen «Carrière der Medaille» erhielt. In der Weltausstellung Paris 1900 erzielte Yencesse eine Goldmedaille und er wurde in die Ehrenlegion aufgenommen.
Zu seinen damaligen Werken zählten Porträts (Spuller 1895, und andere Parlamentarier, Berlioz 1903, Richard Wagner 1904, das Doppelportrait von Pierre und Marie Curie 1904, Marschall Foch 1918, General Pershing um 1920 u. a.), Motive des Landlebens (Le Semeur, Pierrette la Pauvre, Virginie la Sage, Annette la Folle), des Familienglücks (inspiriert vom eigenen Familienleben) und Medaillen für offizielle Veranstaltungen (u. a. Exposition des arts décoratifs Mailand 1906, Weltausstellung Brüssel 1910). Auch dekorative Schmuckstücke und Gebrauchsgegenstände, wie Etuis für Zigaretten und Zündhölzer (1902), zählten zu seinen Werken. Teilweise entlehnte er Motive auch aus zeitgenössischen Fotografien.
Nachdem Yencesse 1906 nach Dijon zurückgekehrt war, folgte eine weniger kreative Periode, was unter anderem an der Beschränkung auf Medaillen angesichts der sinkenden Beliebtheit dekorativer Kunst in den Jahren nach 1900 lag. Aus dem Verkauf seiner Werke konnte er nach dem Krieg keine ausreichenden Einkünfte mehr erzielen. 1919 trat er die Nachfolge des Bildhauers Max Blondat als Leiter der École des Beaux-Arts in Dijon an, wo er auch seine Söhne Hubert und Jacques unterrichtete. Er blieb bis 1934 Direktor und wurde dann von Pierre Vigoureux abgelöst. Anschließend nahm er erneut seine Tätigkeit als Medailleur auf. Zu seinen Spätwerken zählen Porträts von Marie Curie (posthum, 1934) und seines Freundes François Pompon (1936).

Werke von Ovide Yencesse
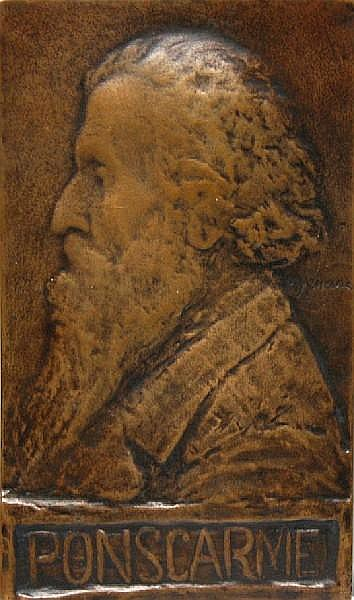
Hubert Ponscarme.
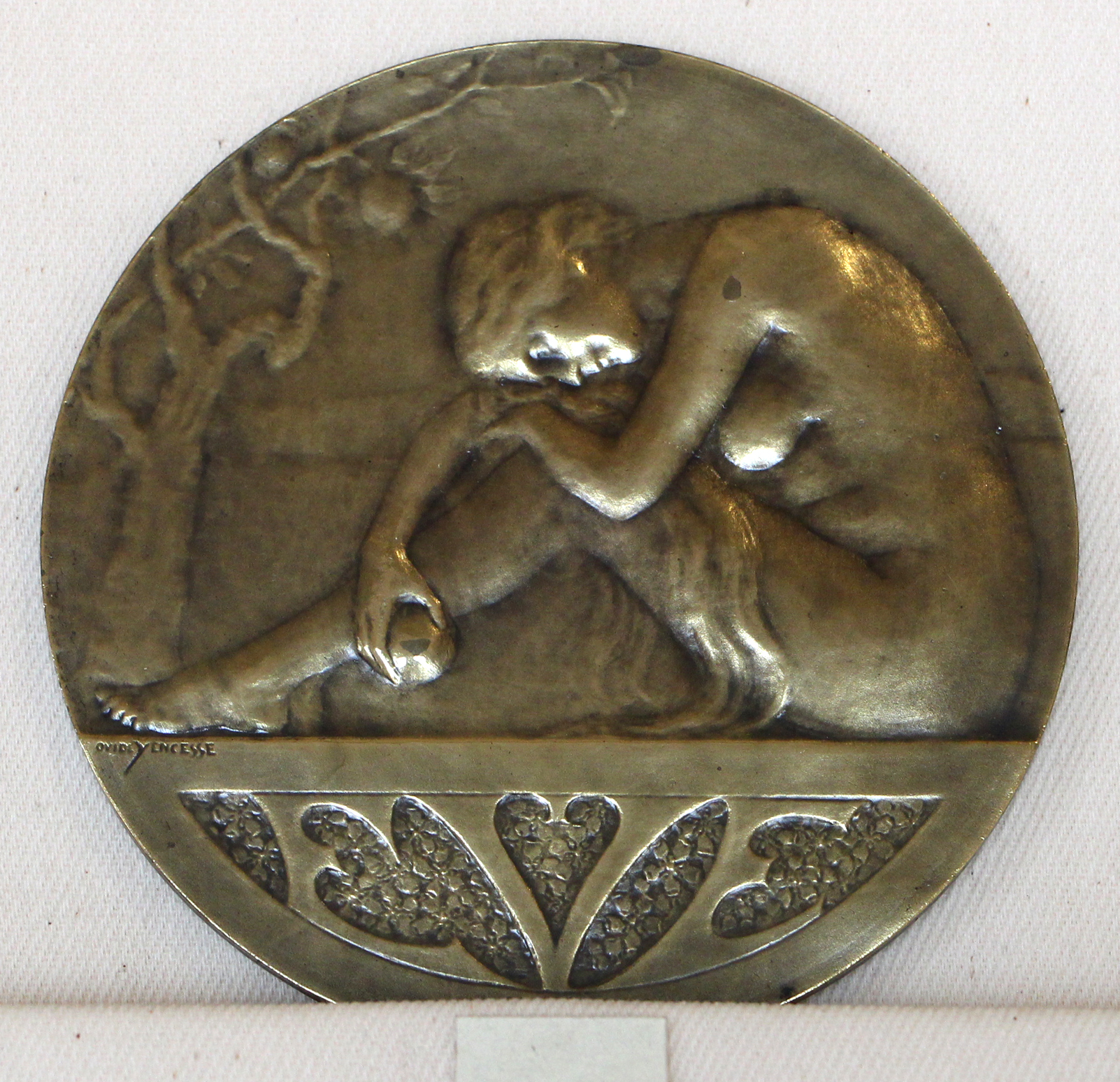
Ève.
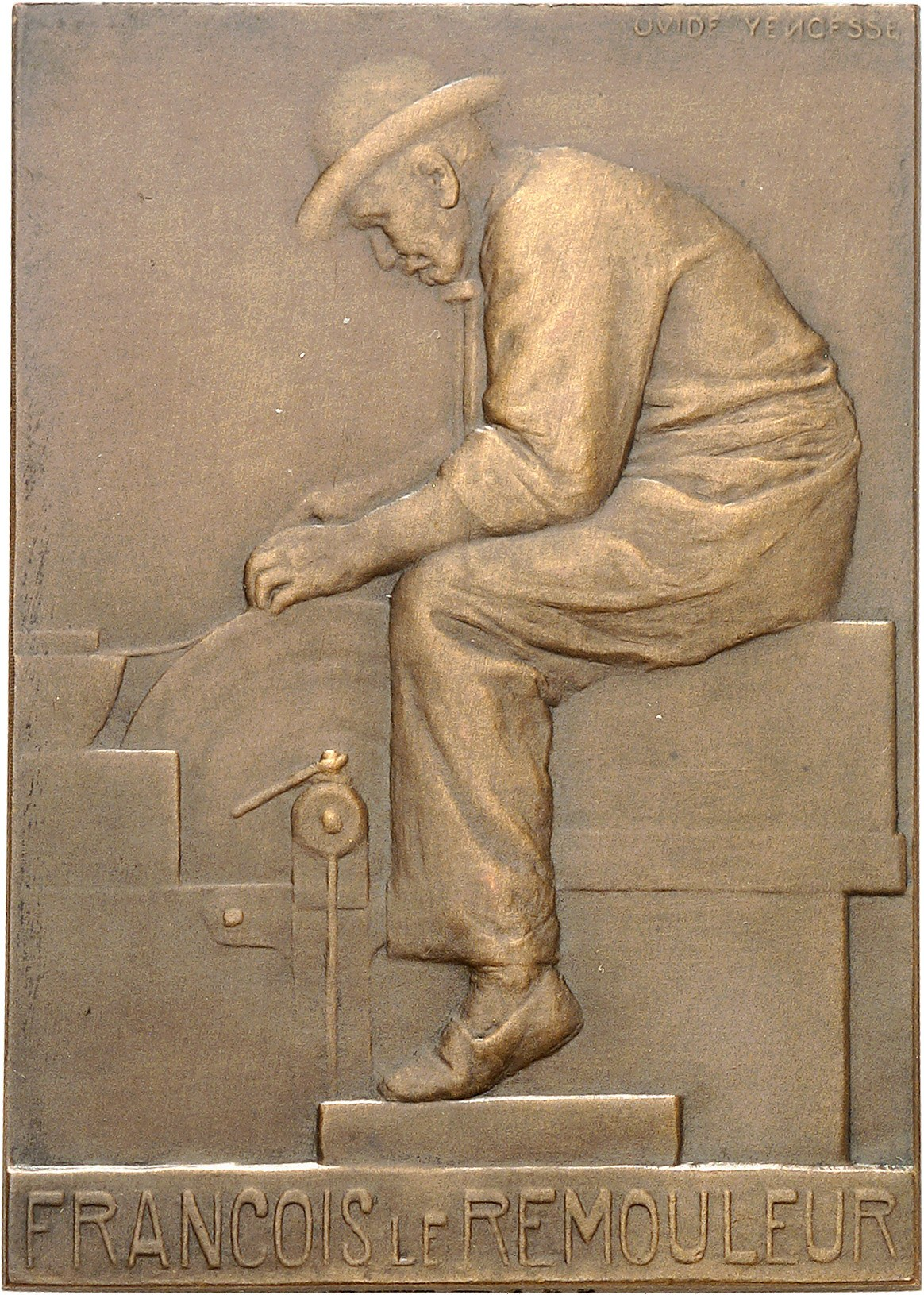
Le Remouleur.